# Peter Olsen
Peter Richard Olsen, danski veslač, * 31. oktober 1911, † 13. februar 1956.
Olsen je za Dansko nastopil na Poletnih olimpijskih igrah 1936 v Berlinu in tam kot član danskega dvojca brez krmarja osvojil srebrno medaljo. 